# Epidendrum puniceoluteum
Epidendrum puniceoluteum là một loài thực vật có hoa trong họ Lan. Loài này được F.Pinheiro & F.Barros mô tả khoa học đầu tiên năm 2006.